# Lars Porsenna
Lars Porsenna byl králem etruského města Clusia. Vládl pravděpodobně kolem roku 500 př. n. l.

## Dobytí Říma
Když byl roku 510 př. n. l. vyhnán z Říma poslední etruský král Tarquinius Superbus, obrátil se o pomoc právě na clusijského krále Porsennu. Král neváhal a v čele několikatisícového vojska přitáhl k Římu. Na tomto místě se starověcí historikové v popisu dalších událostí rozcházejí. „Prořímští“ dějepisci, jako např. Titus Livius, uvádějí, že hrdinný odpor Římanů (Horatius Cocles, Mucius Scaevola) zabránil Porsennovi v dobytí města. Jiné prameny naopak říkají, že Porsenna město dobyl a poraženým Římanům zakázal používat železné nástroje k jiným než zemědělským účelům.
Současní historikové se přiklánějí k názoru, že se Porsenna Říma skutečně na čas zmocnil, avšak sám pro sebe a nikoliv, aby tam uvedl zpět Tarquinia. Římské vlastenecké legendy měly tuto skutečnost pouze zakrýt.